# 赤湾左炮台
赤湾左炮台，位于中国广东省深圳市南山区赤湾港海湾左炮台路鹰咀山上，为深圳市的一个市、县级文物保护单位，类型为古建筑，历史年代为清代，公布时间为1983年5月30日。
赤湾左炮台面向伶仃洋，城基用花岗岩修砌，炮台一面是运用炮位的高台，炮台围城内遗留有当年驻守炮台士兵居住的房屋残基。

## 历史
赤湾左炮台始建于清代康熙八年（1669年），原有左、右炮台在赤湾港湾东、西两侧，1839年林则徐布防珠江口时曾重修赤湾炮台，赤湾炮台于光绪年间废置，现只有左炮台保存下来。
中华人民共和国成立后赤湾左炮台曾作为军队设立的哨所。1983年列为深圳市重点文物保护单位，1985年进行修复，为纪念林则徐诞辰二百周年1985年在左炮台旁建立林则徐全身铜像。

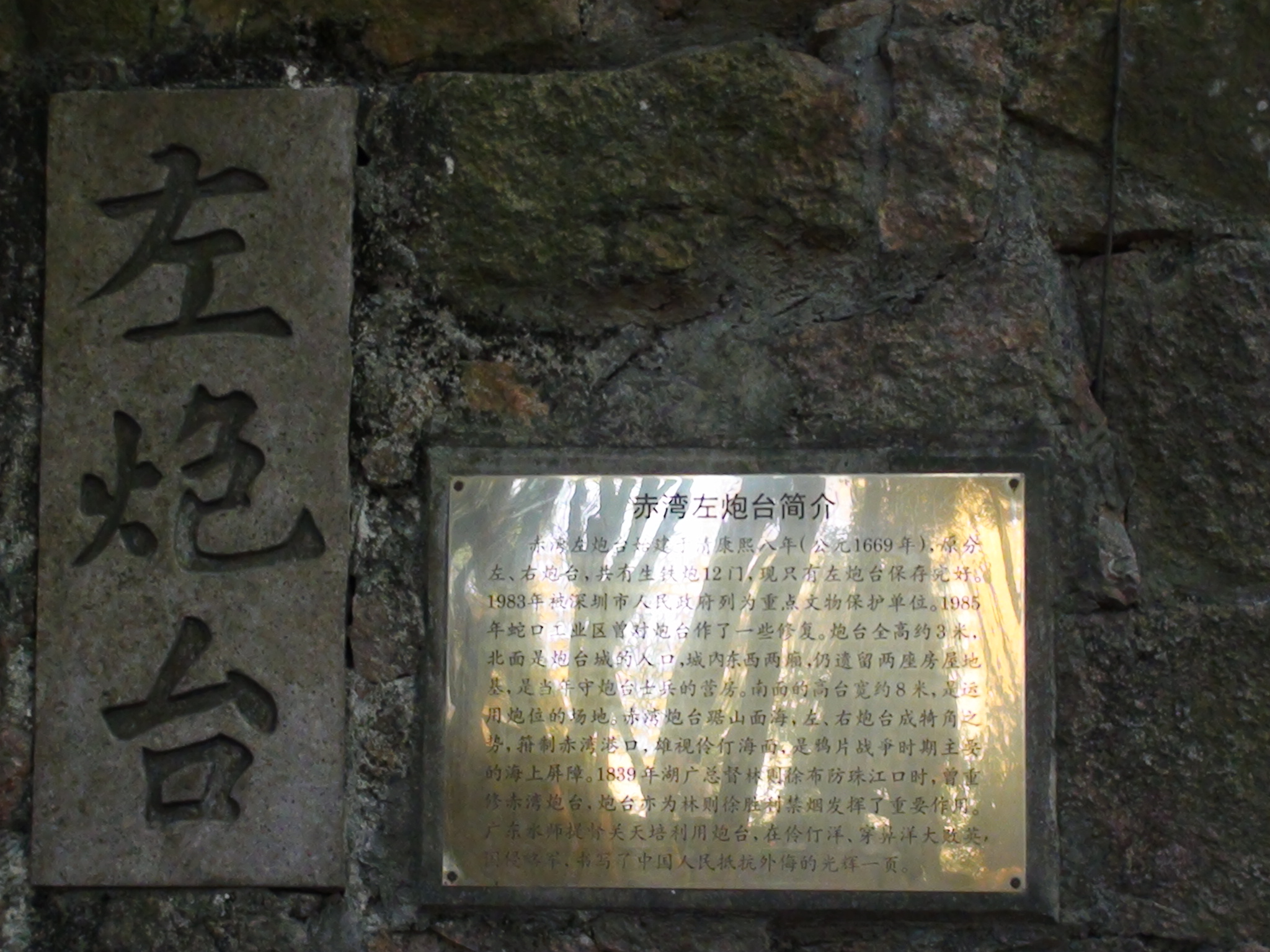
炮台入口的简介
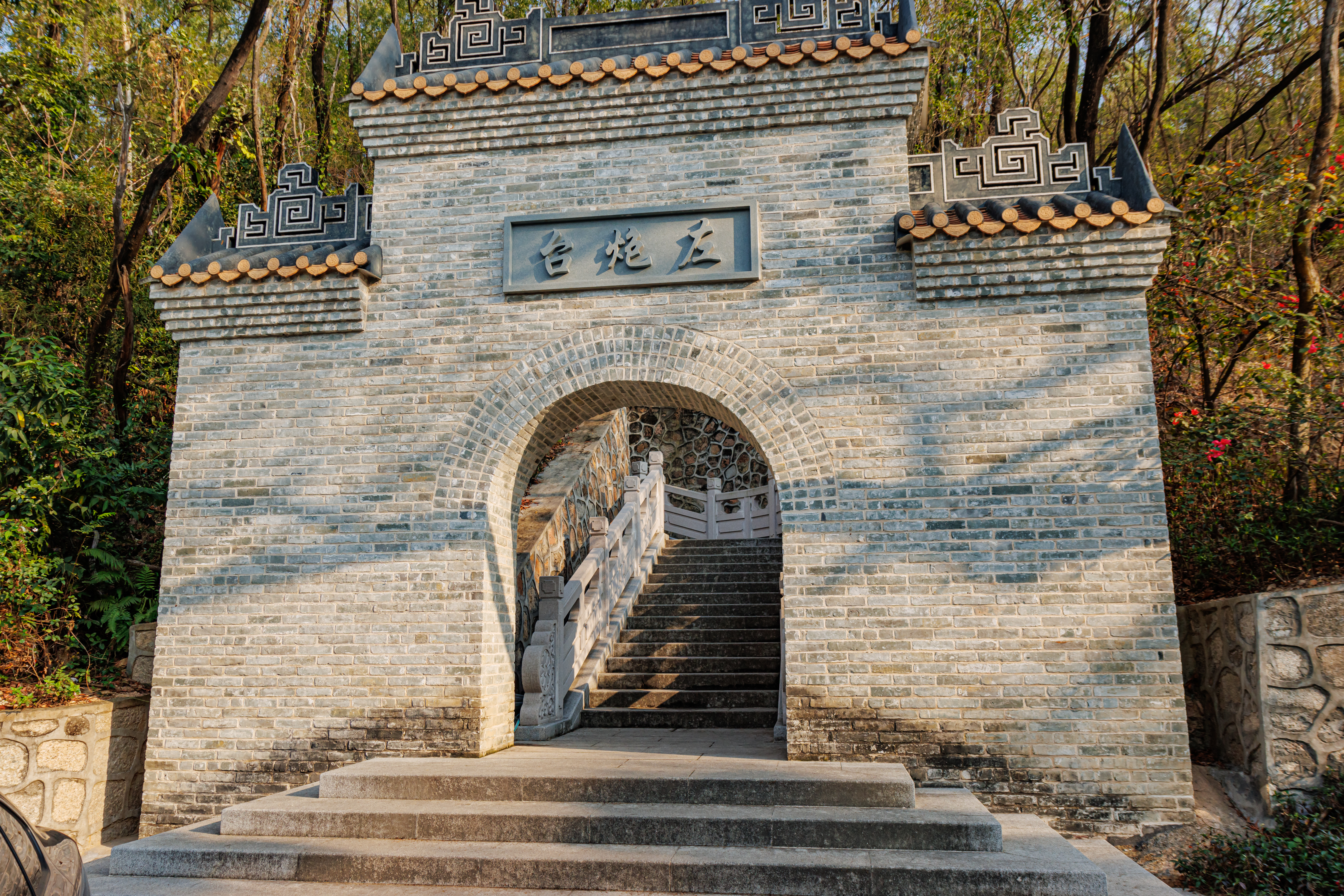
赤湾左炮台牌坊
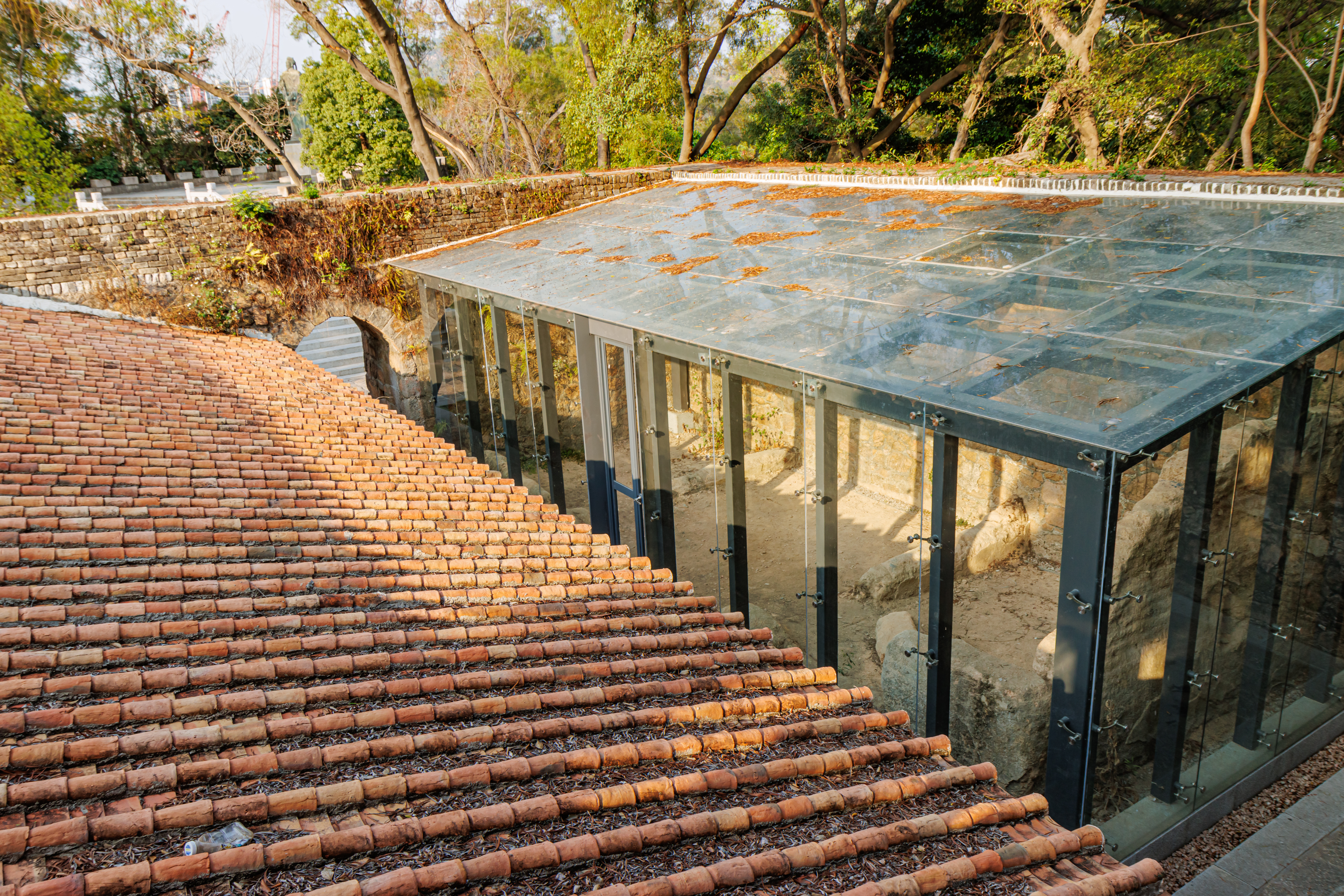
赤湾左炮台内
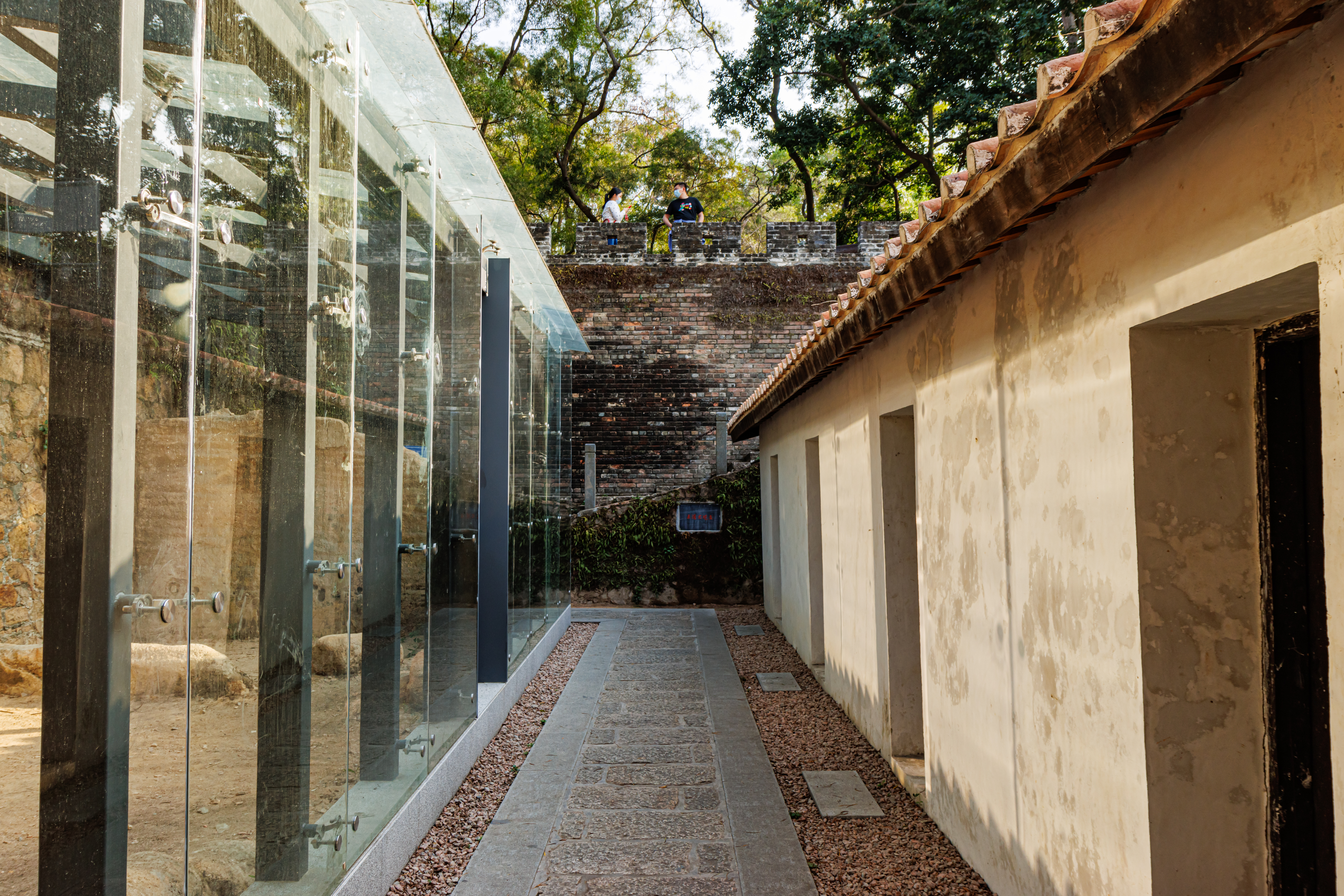
赤湾左炮台入口城内两厢
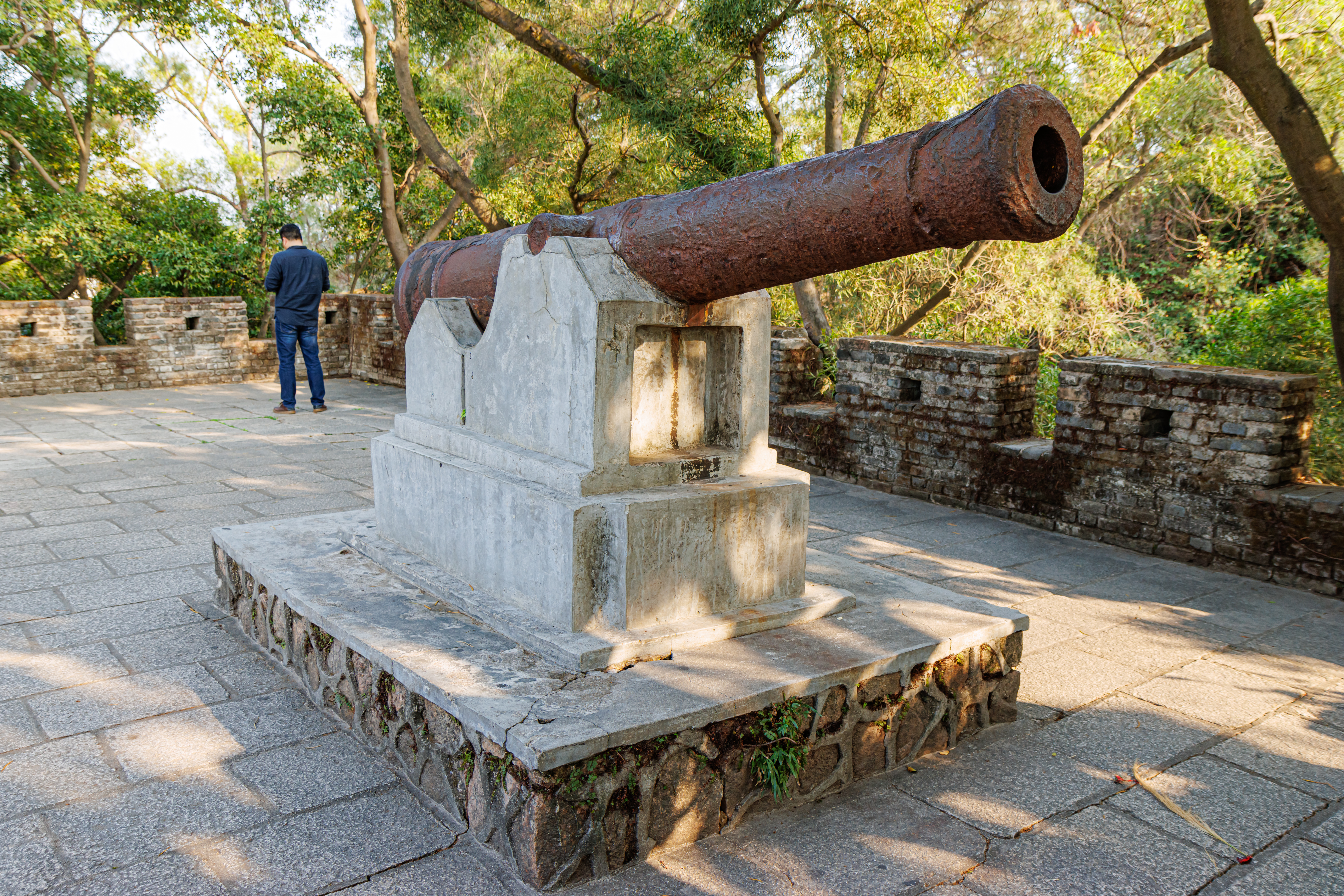
赤湾左炮台
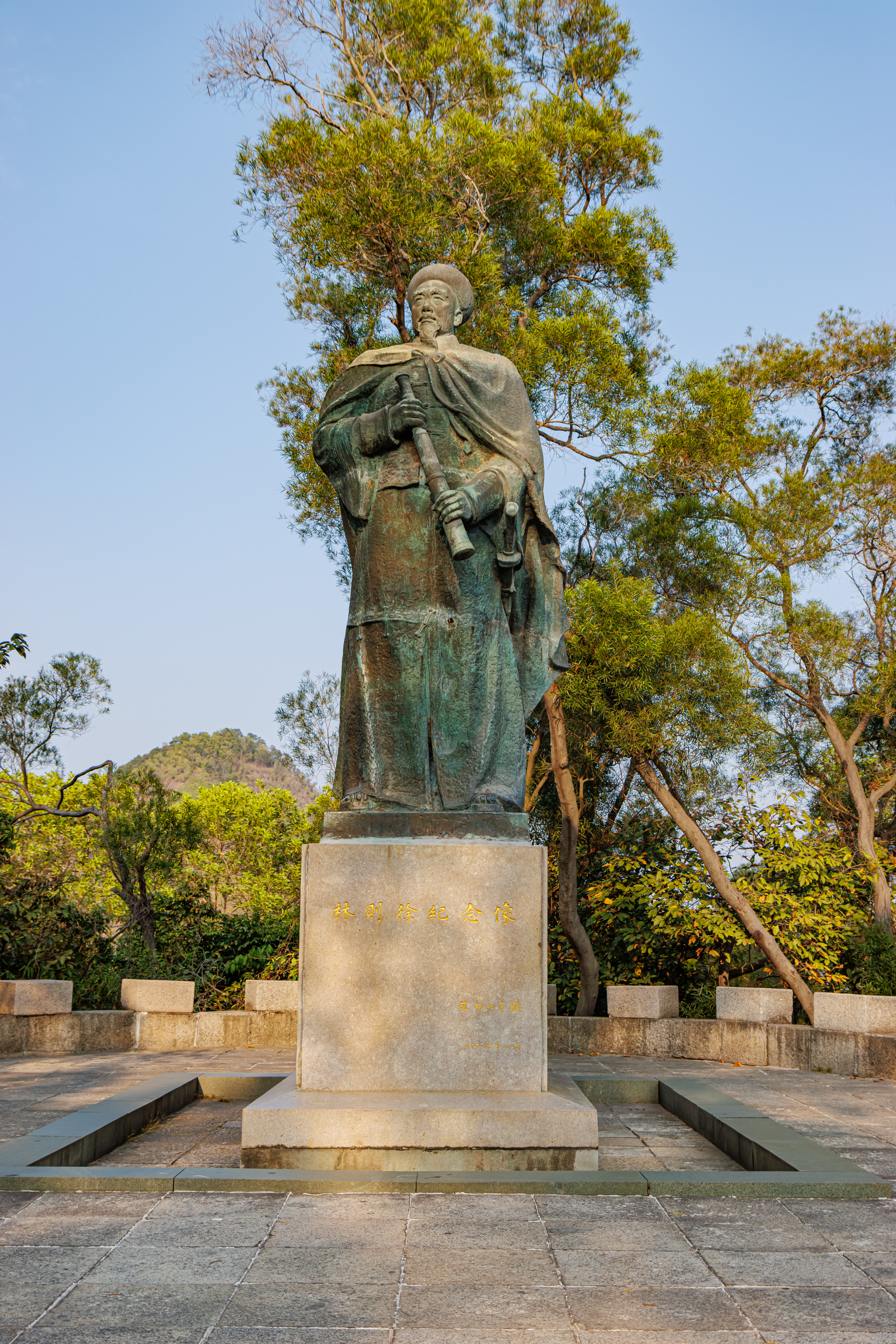
林则徐铜像